# Upplands runinskrifter 40
Upplands runinskrifter 40 är en vikingatida runsten av granit i Eneby, Skå socken och Ekerö kommun. Ristningen är inte utförd av någon skicklig runkonstnär. Ornamentiken är lik den på U 52 och möjligen är ristningarna utförda av samme ristare.

## Inskriften
Translitterering av runraden:
: asbiarn ... þo[nnstr... ... ...- kuilfr : l]itu : at : asulf · faþur sen
Normalisering till runsvenska:
Asbiorn ... ... ... ... Gunnælfʀ(?) letu at Asulf, faður sinn.
Översättning till nusvenska:
Asbjörn ... Gunnälv läto (resa stenen) efter Åsulv, sin fader.